# Rossocha
Rossocha – osada w Polsce położona w województwie łódzkim, w powiecie rawskim, w gminie Rawa Mazowiecka.
W latach 1975–1998 miejscowość administracyjnie należała do województwa skierniewickiego.
W 1977 roku zespół pałacowy w Rossosze został wpisany do rejestru zabytków. W skład zespołu parkowo-pałacowego wchodzą:
- murowana oficyna powstała ok. 1900 roku,
- murowana kapliczka z roku 1912,
- murowany neobarokowy pałac zbudowany w latach 1918–1928 według projektu Juliusza Nagórskiego,
- park krajobrazowy zaprojektowany przez Stefana Celichowskiego.

Zespół nie jest udostępniony do zwiedzania, a pałac nie jest widoczny z zewnątrz.
Na terenie zespołu pałacowo-parkowego w Rossosze powstały zdjęcia do serialu Rodzina Połanieckich i filmu Honor dziecka.
Właścicielami majątku rolnego Rossocha do roku 1945 byli Helena i Jan Czarnowscy. Następnie – do roku 1951 – gospodarstwo należało do Łódzkiej Izby Rolniczej. 1 stycznia 1951 roku gospodarstwo Rossocha zostało włączone w struktury organizacyjne Instytutu Zootechniki – Państwowego Instytutu Badawczego jako Zootechniczny Zakład Doświadczalny Rossocha. W październiku 1994 roku został on przekształcony w spółkę z ograniczoną odpowiedzialnością „Zakład Doświadczalny IZ PIB Rossocha Sp. z o.o.” należącą do Instytutu Zootechniki. Należał do niej  zespół pałacowo-parkowy w Rossosze oraz 370 ha gruntów. W 2011 r. spółka została wystawiona na sprzedaż i w 2012 r. przeszła w ręce prywatne.